# Klæder skaber Manden
Klæder skaber Manden er en amerikansk stumfilm fra 1920 af Hugh Ford.

## Medvirkende
- Thomas Meighan som Sam McGinnis
- Martha Mansfield som Florence Lanham
- Maude Turner Gordon
- Alfred Hickman som William Arkwright
- Frank Losee som Walter Dumont
- Marie Shotwell som Smythe
- Warren Cook som Lanham
- Albert Gran som Dodson
- Isabelle Garrison
- Halbert Brown som Girard
- Kathryn Hildreth som Elizabeth Lanham